# Quartetto di Cremona

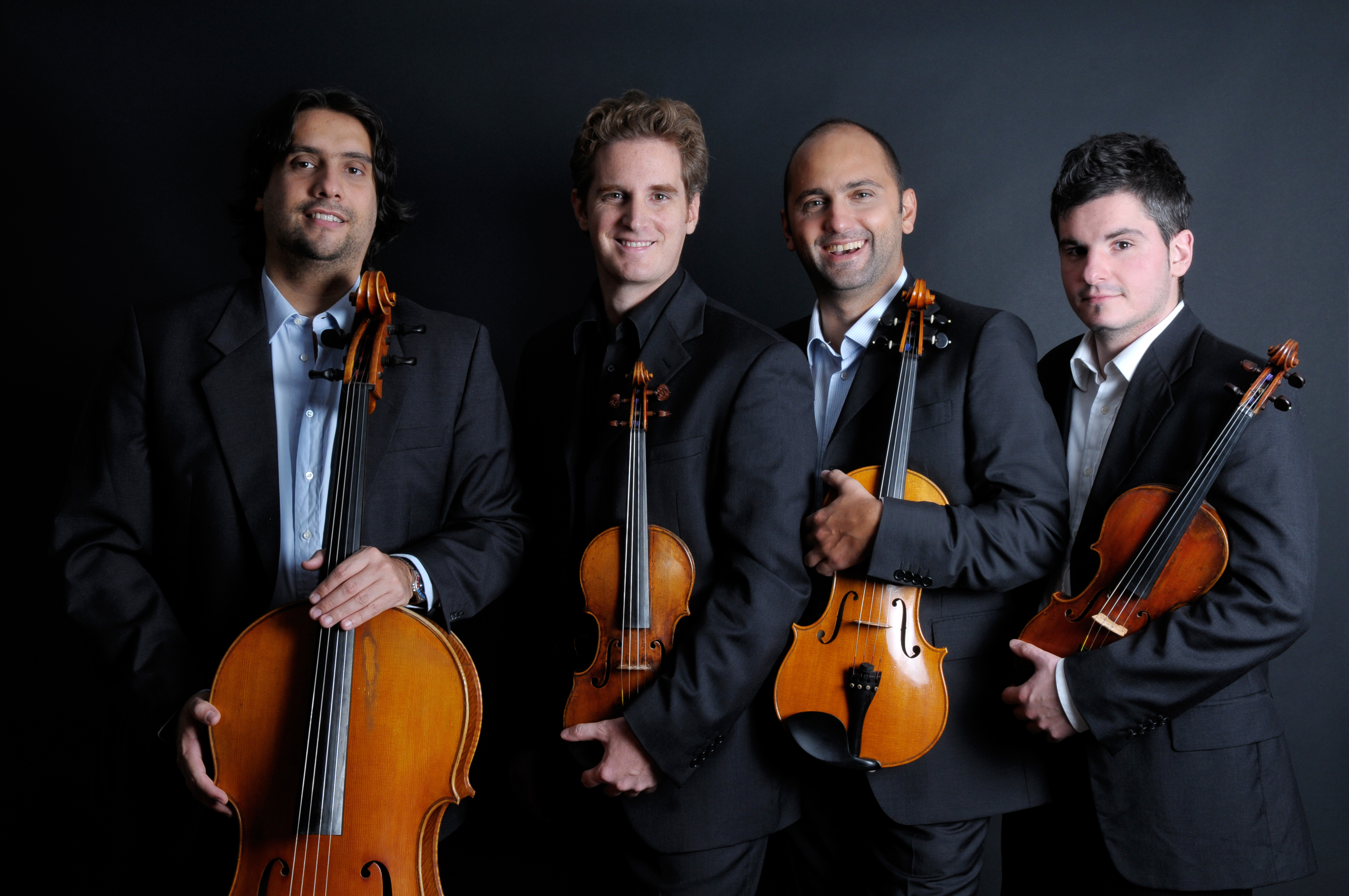
Quartetto di Cremona 2008

Das Quartetto di Cremona ist ein 2000 gegründetes Streichquartettensemble aus Cremona und gehört zu den renommierten Streichquartetten der Welt. Bekannt wurde das Quartetto di Cremona besonders durch seine Aufführungen der gesamten Streichquartette Ludwig van Beethovens.

## Künstlerisches Wirken

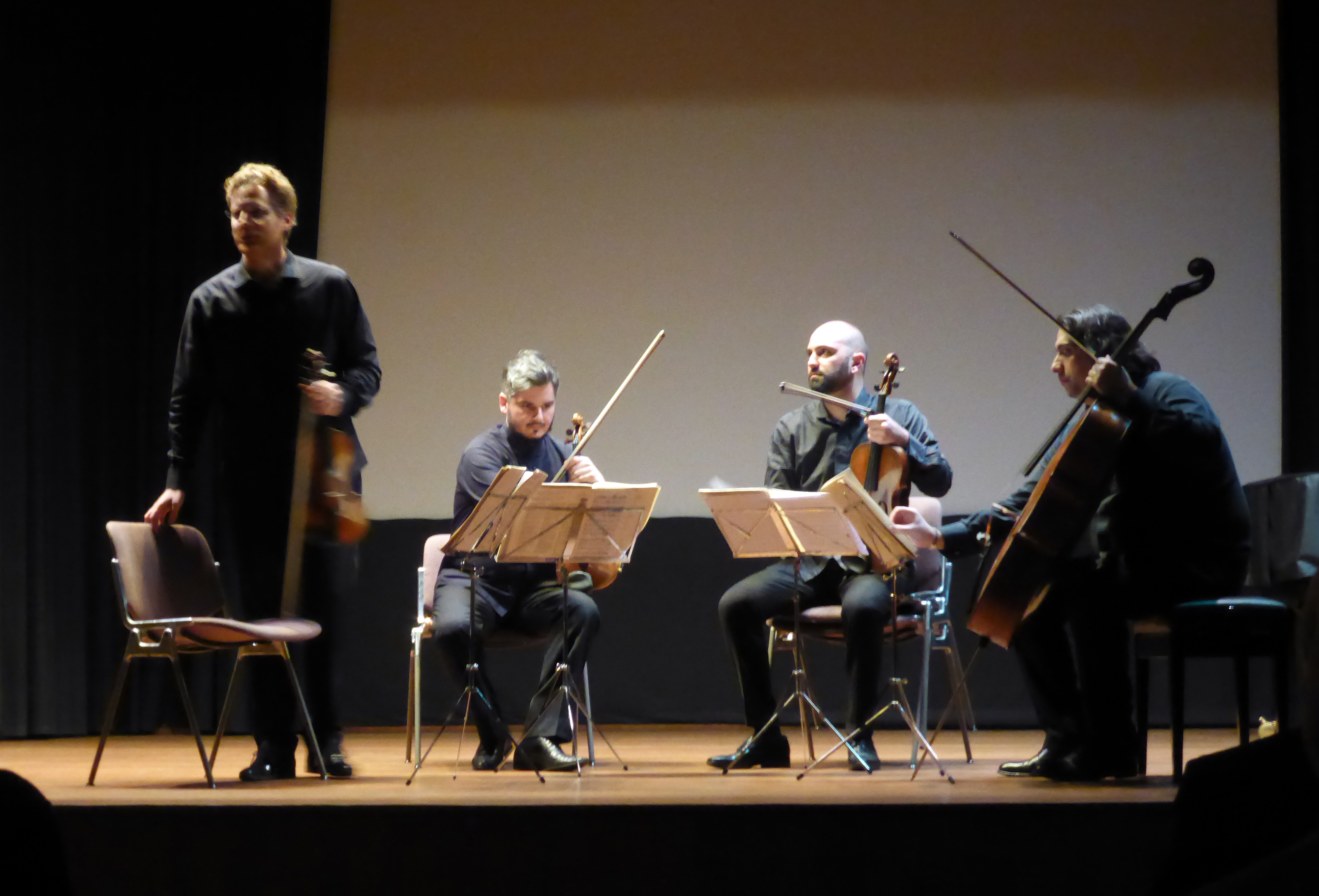
Quartetto di Cremona 2016

Das Quartetto di Cremona gründete sich im Jahre 2000 an der Accademia Walter Stauffer in Cremona. Dort studierten sie bei Salvatore Accardo, Rocco Filippini und Bruno Giuranna. Nach ein paar Wechseln an der Zweiten Geige und am Cello fand sich im Jahr 2002 die endgültige Besetzung des Ensembles. Es folgten weitere Studien und Meisterkurse an der Musikschule von Fiesole  bei Piero Farulli vom Quartetto Italiano und an der European Chamber Music Academy bei Hatto Beyerle vom Alban Berg Quartett. Seit Herbst 2011 ist das Quartetto di Cremona Inhaber des Lehrstuhls für Quartett an der Accademia Walter Stauffer in Cremona und unterrichtet am Conservatorio Niccolò Paganini di Genova sowie Meisterklassen in ganz Europa
Das Quartetto di Cremona trat bei Festivals in Europa, Asien, Südamerika, Australien und in den USA wie dem Perth International Arts Festival, beim Beethovenfest,  dem Turku music festival, beim West Cork Chamber Music Festival in Bantry/Irland, beim  Brighton Festival, beim Festival van Vlaanderen in Brüssel und bei den Festspielen Mecklenburg-Vorpommern auf. Ihre Konzerttätigkeit führte die Musiker in internationale Konzertsäle wie dem Beethoven-Haus in Bonn, dem Palais des Beaux-Arts de Bruxelles in Brüssel, dem Konzerthaus in Berlin, der Wigmore Hall in London, dem Teatro Coliseo in Buenos Aires, dem Metropolitan Museum of Art in New York, ins  Italienische Kulturinstitut Köln, dem  Handelsbeurs Concertzaal in Gent, dem Auditorio Nacional Madrid und ins Nationale Zentrum für Darstellende Künste in Peking.
Ihr umfangreiches Repertoire reicht von den frühen Quartetten Joseph Haydns über Werke Anton Weberns, Beethovens, Mozarts bis zu Werken der klassische Moderne wie Wolfgang Rihm und Helmut Lachenmann, mit besonderem Interesse an zeitgenössischen Werken von italienischen Komponisten wie Luciano Berio, Lorenzo Ferrero, Luigi Nono und Fabio Vacchi.
Im Jahr 2011 veröffentlichten das Quartetto di Cremona die kompletten Quartette von Fabio Vacchi.
Als Artist in Residence bei der italienischen Kammermusikgesellschaft, der Società del Quartetto, hat das Quartetto di Cremona von 2011 bis 2014 die gesamten Quartette von Ludwig van Beethoven aufgeführt und eingespielt. Ab 2012 war das Ensemble auch Artist in Residence an der Accademia Nazionale di Santa Cecilia in Rom.
Das Quartetto di Cremona hat viele wichtige Auszeichnungen bei großen internationalen Streichquartett-Wettbewerben errungen wie einen zweiten Preis bei der Melbourne International Chamber Music Competition, einen zweiten Preis bei der Vittorio Gui International Chamber Music Competition, und war Gewinner der Vittorio Veneto Competition sowie Gewinner der Cremona International Competition und ist Gewinner der International Web Concert Hall Competition. 2002 wurde das Ensemble mit dem Franco Gulli Award als bestes italienisches Kammermusik-Ensemble ausgezeichnet und 2005 erhielt das Quartetto die Cremona das Borletti - Buitoni Trust Foundation Fellowship. Die Fachzeitschrift Pizzicato zeichnete das Quartett mit dem Supersonic Award aus und nominierte es für den International Classical Music Award (ICMA) 2015. Vom BBC Music Magazine erhielt das Quartetto di Cremona 5 Sterne (5 stars) und die Stadt Cremona ehrte die Künstler mit der Ehrenbürgerschaft. 2017 wurde das Orchester mit dem Echo Klassik für die CD-Einspielung der Beethoven Streichquartette in der Kategorie Kammermusik-Einspielung des Jahres ausgezeichnet.
Aktuell wird das Quartetto di Cremona wird vom Kulturfond Peter Eckes gefördert und unterstützt.
2016 wird das Quartetto di Cremona die gesamten Quartette Wolfgang Amadeus Mozarts arrangieren und in Turin und Neapel präsentieren. Im Sommer 2016 wird das Quartetto di Cremona den gesamten Beethoven-Zyklus erneut beim Norwich-Festival aufführen.

## Besetzung und Instrumente
Das Quartetto di Cremona spielt auf historischen Instrumenten, einer Leihgabe der Stiftung Kulturfond Peter Eckes.
- Cristiano Gualco spielt eine Violine von Giovanni Battista Guadagnini, Turin 1767
- Paolo Andreoli spielt eine Violine von Paolo Antonio Testore, Mailand um 1758
- Simone Gramaglia spielt eine Viola von Gioachino Torazzi um 1680
- Giovanni Scaglione spielt ein Violoncello von Nicola Amati, Bologna 1712

Von September 2017 bis September 2018 spielt das Quartetto di Cremona das sogenannte „Paganini-Quartett“. Die Instrumente werden seit 1994 von der Nippon Music Foundation renommierten Streichquartettensembles zur Verfügung gestellt.

## Diskografie (Auswahl)
- Streichquartette von Joseph Haydn and Béla Bartók (Movimentos Edition)
- Italian Journey: Italienische Raritäten von Giuseppe Verdi, Luigi Boccherini, Giacomo Puccini und Ottorino Respighi (klanglogo)
- Lorenzo Ferrero: Tempi di quartetto (klanglogo)
- Beethoven: Complete String Quartets, Vol. I (audite)
- Beethoven: Complete String Quartets, Vol. II (audite)
- Beethoven: Complete String Quartets, Vol. III (audite)
- Beethoven: Complete String Quartets, Vol. IV (audite)
- Beethoven: Complete String Quartets, Vol. V (audite)
- Beethoven: Complete String Quartets, Vol. VI (audite)
- Beethoven: Complete String Quartets, Vol. VII (audite), ausgezeichnet mit dem ECHO KLASSIK 2017
- Beethoven: Complete String Quartets, Vol. VIII (audite)
- Julian Bream and Friends - Julian Bream Edition Vol. 16 (Sony Music)
- Fabio Vacchi: String Quartets (Decca)
- Luigi Boccherini: Flute quintets mit Andrea Griminelli (Decca)
- Romantic Perspectives: Dvořák and Brahms piano quintets (LOL Productions)